# Округ Хамилтон (Небраска)
Округ Хамилтон (енгл. Hamilton County) је округ у америчкој савезној држави Небраска.

## Демографија
По попису из 2010. године број становника је 9.124, што је 279 (-3,0%) становника мање него 2000. године.
| Група             | 2000.         | 2010.         |
| Белци             | 9.212 (98,0%) | 8.839 (96,9%) |
| Афроамериканци    | 17 (0,2%)     | 19 (0,2%)     |
| Азијати           | 21 (0,2%)     | 18 (0,2%)     |
| Хиспаноамериканци | 107 (1,1%)    | 181 (2,0%)    |
| Укупно            | 9.403         | 9.124         |